# Мајкл Ронда
Мајкл Ронда (итал. Michael Ronda; рођен 28.семптембра, 1996. Мексико), мексички је глумац и певач. Мајкл је 2016. године добио улогу у Дизнијевој серији Soy Luna, где тумачи лик Симона. 2016. године је на Kids Choice Awards-у номинован за најзгоднијег и најомиљенијег глумца. Награду за најомиљенијег глумца осваја на истој манифестацији, такође у Мексику, али и у Аргентини, након три номинације за исту награду.

## Филмографија
| Улоге Мајкла Ронде |              |                       |               |                  |
| Година             | Српски назив | Изворни назив         | Улога         | Напомена         |
| 2009.              |              | Cada quien su santo   |               |                  |
| 2011.              | Тајна љубав  | La fuerza del destino | Камило        | Камило као дечак |
| 2011.              |              | La Noche del Pirata   | Дани          |                  |
| 2011.              |              | Bacalar               | Сантијаго     |                  |
| 2011. - 2015.      |              | Como diche el dicho   | Понћо         |                  |
| 2011.              |              | El último aliento     | Јуан          |                  |
| 2016. - емитује се | Ја сам Луна  | Soy Luna              | Симон Алварез |                  |